# Barbara Göbel
Barbara Göbel, née le 8 avril 1943 à Iéna, est une nageuse allemande spécialiste des épreuves en brasse.

## Biographie
Elle est la femme du joueur de water-polo Siegfried Ballerstedt.

## Palmarès

### Jeux olympiques
- Jeux olympiques de 1960 à Rome (Italie) :
  -  Médaille de bronze sur 200 m brasse[1].

### Championnats d'Europe
- Championnats d'Europe 1962 à Leipzig (Allemagne de l'Est) :
  -  Médaille d'or du relais 4 × 100 m 4 nages